# Moon Moon Sen
Moon Moon Sen, talvolta accreditata come Moonmoon Sen (Calcutta, 28 marzo 1958), è un'attrice indiana.

## Biografia
Appartiene ad una delle famiglie più importanti di Bollywood: infatti, è la figlia di Suchitra Sen e la madre di due giovani promesse della più importante cinematografia indiana: Rayma e Riya Sen.

## Filmografia parziale
- Tejimola, regia di Anwar Hussain (1967)
- Chorus, regia di Mrinal Sen (1975)
- Rajbabhu, regia di Partha Pratim Chowdhury (1982)
- Deepar Prem, regia di Arundhati Devi (1983)
- Rajeshwari, regia di Salil Dutta (1983)
- Andar Baahar, regia di Raj N. Sippy (1984)
- Pujarini, regia di Partha Pratim Chowdhury (1984)
- Ajantay, regia di Arabinda Mukherjee (1984)
- Baidurya Rahasya, regia di Tapan Sinha (1985)
- Surkhiyaan (The Headlines), regia di Ashok Tyagi (1985)
- Antaraley, regia di Shantanu Mitra (1985)
- Jaal, regia di Umesh Mehra (1986)
- Sheesha, regia di Basu Chatterjee (1986)
- Aval Kathirunnu Avanum, regia di P.G. Viswambharan (1986)
- Sirivennela, regia di K. Viswanath (1986)
- Musafir, regia di Jabbar Patel (1986)
- Mohabbat Ki Kasam, regia di K. Pappu (1986)
- Majnu, regia di Dasari Narayana Rao (1987)
- Anurodh, regia di Jayanta Bhattacharya (1987)
- Maashuka, regia di Arati Bhattacharya (1987)
- Sargam, regia di Dinen Gupta (1987)
- Amar Kantak, regia di Sukhen Das (1987)
- Pyar Ki Jeet, regia di Saawan Kumar Tak (1987)
- Be Lagaam, regia di Naval Kishore (1988)
- Tumi Koto Sundar, regia di Manoj Ghosh (1988)
- Anjali, regia di Anjan Choudhury (1988)
- Woh Phir Aayegi, regia di B.R. Ishara (1988)
- Apon Gharey, regia di Pinaki Chaudhuri (1988)
- Mil Gayee Manzil Mujhe (1989)
- Tere Bina Kya Jeena (1989)
- Ek Din Achanak (1989)
- Apna Desh Paraye Log (1989)
- Pathar Ke Insan (1990)
- Lekin (1990)
- Jeevan Ek Sangharsh (1990)
- Bahaar Aane Tak (1990)
- 100 Days (1991)
- Iraada (1991)
- Vishkanya (1991)
- Waqt Ka Badshah (1992)
- Hirer Angti (1992)
- Zakhmi Rooh (1993)
- Zakhmi Dil (1994)
- 12B (2001)
- Kucch To Hai (2003)
- Nil Nirjane (2003)
- Love at Times Square (2003)
- Taj Mahal: A Monument of Love (2003)
- Bow Barracks Forever (2004)
- It Was Raining That Night (2005)